# ميشتهليد فون ماجدبورج
ميشتهليد فون مادبورج (بالألمانية: Mechthild von Magdeburg) هي أديبة وراهبة ألمانية اشتهرت بنقدها للكنيسة والعصر، وكانت هذه المتصوفة العالمة تعيش في جماعة في أحد الأديرة في ماجدبورج، وفي عام 1271 ذهبت إلى دير في أيسبلن، حيث توفيت هناك.

## أعمالها
- الضوء المتدفق للألوهية «Das fliessende Licht der Gottheit»

بينما كانت أعمالها تترجم إلى اللاتينية خلال حياتها. فقدت أعمالها إلى حد كبير بحلول القرن الخامس عشر، ولكن تم اكتشافها في أواخر القرن التاسع عشر من قبل الأب غال موريل.